# Marinella (telenovela)
Marinella é uma telenovela filipina produzida e exibida pela ABS-CBN, cuja transmissão ocorreu em 1999.

## Elenco
- Camille Prats - Marie
- Shaina Magdayao - Rina
- Serena Dalrymple - Ella
- Rio Locsin - Katrina
- Eula Valdez - Bebeng